# مات لورانس
مات لورانس (بالإنجليزية: Matthew Lawrence)‏ (19 يونيو 1974 بنورثامبتون في المملكة المتحدة - ) هو لاعب كرة قدم بريطاني في مركز قلب الدفاع. لعب مع كريستال بالاس ونادي غيلينغهام ونادي فولهام ونادي ميلوول وويكمب وندررز وBurgess Hill Town F.C. ‏ وغرايز أتلاتيك ‏ ونادي وايتهوك.

## وصلات خارجية
- مات لورانس على موقع قاعدة بيانات كرة القدم.إي يو (الإنجليزية)
- مات لورانس على موقع Soccerbase.com (لاعب) (الإنجليزية)